# Robert Rigot
Ne doit pas être confondu avec Robert Rigot (sculpteur).
Pour les personnes ayant le même patronyme, voir Rigot.
 (janvier 2008).
Si vous disposez d'ouvrages ou d'articles de référence ou si vous connaissez des sites web de qualité traitant du thème abordé ici, merci de compléter l'article en donnant les références utiles à sa vérifiabilité et en les liant à la section « Notes et références ».
Robert Rigot (28 septembre 1908 à Paris 18e - 20 août 1998 à Bourges en France) est un dessinateur de bandes dessinées et illustrateur de divers livres et revues pour la jeunesse.

## Biographie
Robert Rigot nait le 28 septembre 1908 d'un père gardien de la paix et d'une mère couturière.
Dès son plus jeune âge, Robert Rigot se passionne pour le dessin. Aussi, après des études scolaires classiques jusqu’au certificat d’études complémentaires, il entre à l’École des Arts Appliqués de Paris, dont il sort diplômé, en 1926, avec le premier prix de croquis.

### Débuts professionnels
Il entre alors aux atelier Robys, à Montmartre. Il est chargé de réaliser des croquis, et œuvre pour la publicité et le cinéma, avec des affiches. Il réalise le décor de boîtes de chocolat et de parfumerie. À la même époque, de 1924 à 1928, il réalise ses premiers dessins publiés dans les revues La Dépêche Médicale et Le vieux bistouri.
En 1929, il effectue son service militaire dans l’armée de l'air, au 2e régiment d’aviation de chasse (escadrille des Cigognes) à Strasbourg. Il y gagne le grade de sergent.
Il entre à l’atelier Cechetto en 1930 et y crée ses premières affiches de cinéma.
Robert Rigot travaille ensuite pour son propre compte, à partir de 1932, comme dessinateur aux activités polyvalentes, dans le dessin publicitaire, les affiches et les dessins de journaux.

### Bandes dessinées, illustrations pour la jeunesse
Il réalise vers 1933 sa première bande dessinée, Cricky et Rockey, publiée en 1935 par les éditions Touret. Elle est reprise en 1941-1942 dans Le Journal de Francette et Riquet.
Robert Rigot dessine Mermoz pour le journal L'Épatant en 1934, puis Dako le corsaire aux éditions Gordinne en 1936. Il effectue des périodes militaires comme réserviste dans l'artillerie en 1937 et 1938, puis publie la vie héroïque de Mermoz (publié dans le journal L’Épatant et réédité en tirage limité par De Varly), Contes de Grimm (Illustrations de 8 récits pour les Éd. Gordinne), des illustrations de romans, Éditions Chagor (Éd. Gordinne), des illustrations dans Bob et Bobette (Dargaud), et pour le journal mensuel Allo les jeunes (Éd. Dargaud), il crée le personnage de Jim Hardmann Le justicier du Texas.

### Pendant la guerre
En 1940, bien que réformé temporaire pour maladie, il s’engage comme volontaire. Il est affecté comme secrétaire dessinateur au bureau de la section technique de l’artillerie (STA). C’est là qu’il rencontre l’abbé Gaston Courtois, un des fondateurs du mouvement Cœurs Vaillants, qui le fera entrer aux Éditions Fleurus comme dessinateur illustrateur. 
Il entame une collaboration avec les Éditions Fleurus et publie dans les journaux de la presse catholique Cœurs Vaillants et Âmes vaillantes, y compris pour le dessin de nombreux fascicules de propagande pour le mouvement Cœurs Vaillants et Âmes Vaillantes.
Il publie dessins, récits complets d’actualité ou bien des séries dans Kisito (Afrique Noire) et Ibalita (Madagascar), Bamba (Brésil), Corval (Colombie), Anis et Atfal (Maghreb) édités chez Fleurus.
En 1941, Il reçoit son travail depuis Paris par courrier clandestin, dans la doublure d’un veston. 
Il crée l’histoire Jean Cordier dans Cœurs Vaillants aux Éditions Fleurus, dont il fait textes et dessins.
En 1940-1941, il dessine La Fleur Noire (publiée dans Âmes Vaillantes), puis est nommé dessinateur principal du mouvement Cœurs Vaillants – Âmes Vaillantes, titre décerné par le Père Gaston Courtois, Aumônier National du Mouvement.
Entre 1945 et 1957, sous le pseudonyme de Bob O’Rigt, il dessine 13 albums parus dans Bibi Fricotin et 2 parus plus tard dans le Journal des Pieds Nickelés, dont Les Rapaces et L’étoile du Shériff.

### Après la guerre
L’album Yveline au grand Cœur sort avant 1947. En 1948, Le journal mensuel de Bob et Bobette (Dargaud) lui confie des dessins. À partir de 1948, il dessine pour la collection Belles Histoires et Belles Vies dirigée par l’abbé Jean Pihan aux Éditions Fleurus environ 45 albums, qui seront réédités en 15 langues. Il fait fonction de reporter et illustrateur de vies de fondateurs d’ordres religieux, dont Notre-Dame de Fatima, La belle vie de Notre-Dame, Le Bon Pape Jean, Histoire de l’Église (2 tomes), Saint Vincent de Paul, Sainte Thérèse de l'Enfant-Jésus, Sainte Jeanne d'Arc, Jean-Baptiste de La Salle, Sainte Bernadette.
En 1949-1950, il publie Gillette du Val Dormant dans le journal Âmes vaillantes, et création de l’héroïne pour les Éditions Fleurus.
En 1950, il crée le héros Frédéri le gardian et son compagnon Ulysse, sur des textes de Raymond Labois puis Guy Hempay. Il signe ses dessins avec un paraphe permettant de lire Robert 190 que de nombreux lecteurs ont pris pour un matricule. Une vingtaine de titres seront publiés dans le journal Cœurs Vaillants. En 1950-1955, il dessine Chantal, une série de 7 histoires publiées dans Ames Vaillantes, dont Chantal au Katanga. Dans les années 1950, il dessine dans Benjamin des illustrations de textes de Paul Guth (Tartarin, Les trois mousquetaires). Entre 1958 et 1961, Anaïs du Far West, héroïne créée par Guy Hempay (pseudonyme de Jean-Marie Pelaprat) pour Âmes Vaillantes.
En 1960, il devient président-adjoint du Syndicat national des Artistes Dessinateurs français, il obtient du gouvernement avec Jean Trubert, la carte de presse pour les dessinateurs illustrateurs.

### Années 1970
- 1974-1977, il dessine le célèbre Zorro pour Le Journal de Mickey. Une dizaine d’aventures du célèbre Zorro/Don Diego et son cheval Tornado, inspiré des séries TV de Walt Disney, dont :
  - 1974, On a volé Tornado,
  - 1975, La Trahison de Garcia,
  - 1975, Zorro contre Don Diego.

Robert est décoré des Palmes académiques.
Il illustre de nombreuses bandes dessinées pour Intermonde Presse : dans Le Parisien libéré, Le Progrès de Lyon, L’Humanité
Pour Détective, il crée des illustrations de faits divers et caricatures. Pour l’Agence Intermonde dans Nice-Matin, il dessine la série Allô Police! (énigmes policières)
En 1976, ses dessins réalisés pendant le procès d’Aléria sont diffusés un peu partout, y compris à la télévision.
De 1974-1980, il illustre des romans pour les Éditions Hemma dans Notre livre Club pour la Jeunesse, dont :
- L’espion, d’après Fenimore Cooper (1977),
- Croc Blanc,
- 20 000 lieues sous les mers, d’après Jules Verne (1980),
- Don Quichotte de la Manche, d’après Cervantès (1983).

En 1975, il est fait Chevalier de l’Ordre national du Mérite et en 1976, Chevalier de l’Ordre de Saint Sylvestre.
En 1981, une de ses dernières séries de dessins est destinée à l’almanach Achille Talon (Dargaud), dont une histoire de la BD Le béaba de la BD

### Retraite, décès
Robert Rigot prend sa retraite fin 1992. Il part dans le Cher avec son épouse Paulette Dupuy, qu'il a connue en 1935 lorsqu'elle était secrétaire. Ils ont deux filles : Roselyne, née à Lyon en 1941, et Marie-Chantal, née à Paris en 1944, et de nombreux petits-enfants.
Il meurt en 1998 à Bourges, et est enterré auprès de son épouse Paulette, dans le cimetière de Sainte-Solange.